# Gideon Sundbäck
Otto Fredrik Gideon Sundbäck, né le 24 avril 1880 dans le comté de Jönköping (Småland) et mort le 21 juin 1954 à Meadville (Pennsylvanie), est un ingénieur suédo-américain inventeur de la fermeture Éclair appelée aussi « fermeture à glissière » ou « fermeture à crémaillère ». 

## Biographie
Otto Fredrik Gideon Sundbäck est né à la ferme Sonarp dans la paroisse d'Ödestugu (comté de Jönköping, dans le Småland suédois). Il est fils de Jonas Otto Sundbäck Magnusson, fermier prospère, et de son épouse Kristina Karolina Klasdotter. Après des études en Suède, Gideon Sundbäck immigre en Allemagne où il poursuit son cursus à l'école polytechnique de Bingen am Rhein. En 1903, il reçoit son diplôme d'ingénieur en électrotechnique. En 1905, il émigre aux États-Unis,
En 1905, Gideon Sundbäck commence à travailler à Pittsburgh en Pennsylvanie, à la Westinghouse Electric. En 1906, il est embauché par Universal Fastener (en) alors située à Hoboken (New Jersey). En 1909, Gideon Sundbäck se marie à Elvira Aronson, fille du directeur de l'usine, d'origine suédoise, Peter Aronsson. Par la suite, il est promu concepteur en chef chez Universal Fastener.
Mort en 1954, il repose au cimetière Greendale de Meadville (Pennsylvanie).

### Mise au point de la fermeture Éclair
À partir de tentatives antérieures, Gideon Sundbäck met au point, de 1906 à 1914, la version actuelle de ce qu’on appelle couramment « fermeture Éclair », « fermeture à glissière » ou « fermeture à crémaillère », dispositif mécanique permettant l’ouverture et la fermeture rapide d’un vêtement ou d’un sac.
Chez Universal Fastener (« La Fixation universelle »), Gideon Sundbäck entreprend de perfectionner les produits existants. Il fonde ses travaux sur ceux de ses devanciers, parmi lesquels les ingénieurs Elias Howe, Max Wolff et Whitcomb Judson. Il part du mécanisme fabriqué par Universal Fastener, appelé « Judson C-curity Fastener », fonctionnant à l'aide de crochets et d’œillets. Sa première tentative, baptisée « Plako » n'a pas grand succès, le Plako ayant la même tendance que ses prédécesseurs à se détacher de lui-même. Sundbäck résolut finalement le problème en 1913, en inventant un mécanisme d'attache ne reposant pas sur l'utilisation d’œillets et de crochets, le « Hookless Fastener n°1 » (« Fixation sans crochets n°1 »). Au lieu de crochets, son dispositif comportait des dents engrenées à l'aide d'un curseur.

Fonctionnement de la fermeture éclair.

En 1914, Gideon Sundbäck développa une nouvelle version baptisée « Hookless n°2 ». Ce mécanisme, reposant sur le principe de dents de métal qui s'imbriquent l'une dans l'autre, correspond pour l'essentiel à la fermeture Éclair moderne. Dans ce dispositif, les deux côtés à joindre comportent chacun une rangée de dents métalliques décalées, pourvues chacune d'une bosse sur une face et d'un creux en correspondance sur l'autre face. La bosse de chaque dent s'engrène dans le creux de la dent de la rangée opposée lorsque les deux rangées sont rapprochées par les canaux en forme de Y du curseur. Les rangées de dents des deux côtés sont fermement serties sur des bandes de tissus fort de façon à ne pouvoir s'écarter lorsqu'elles sont alignées et rectilignes, si ce n'est par la pression du curseur en Y créant un arrondi des bandes de tissus permettant un écartement des dents et leur insertion l'une dans l'autre. Ceci correspond à la description du brevet de « Fermeture séparable » US Patent 1 219 881 accordé en 1917 (voir ci-dessous).
Gideon Sunbäck conçut aussi les machines destinées à l'assemblage des fermetures.

### Développement
Les fermetures à crémaillère sont d'abord utilisées pour les chaussures et les blagues à tabac. Il faut attendre une vingtaine d'années pour qu'elles soient utilisées dans les vêtements. À l'époque de la Seconde Guerre mondiale, ces fermetures commencent à être utilisées pour les braguettes de pantalons et les ceintures de jupes.
La première entreprise exploitant industriellement la fermeture à crémaillère est la société « Lightning Fastener » à Saint Catharines basée en Ontario au Canada. Gideon Sundbäck, comme président de la société, visite régulièrement les installations de production, tout en continuant de résider en Pennsylvanie. Le terme « fermeture éclair » est le décalque français de la marque « Lightning Fastener ». Il est introduit en France par la société Davey Bickford Smith en 1924.

### Dépôt du brevet en 1914
Le brevet est déposé auprès de l'United States Patent and Trademark Office sous le numéro 1 219 881 en 1914 et est enregistré en 1917.

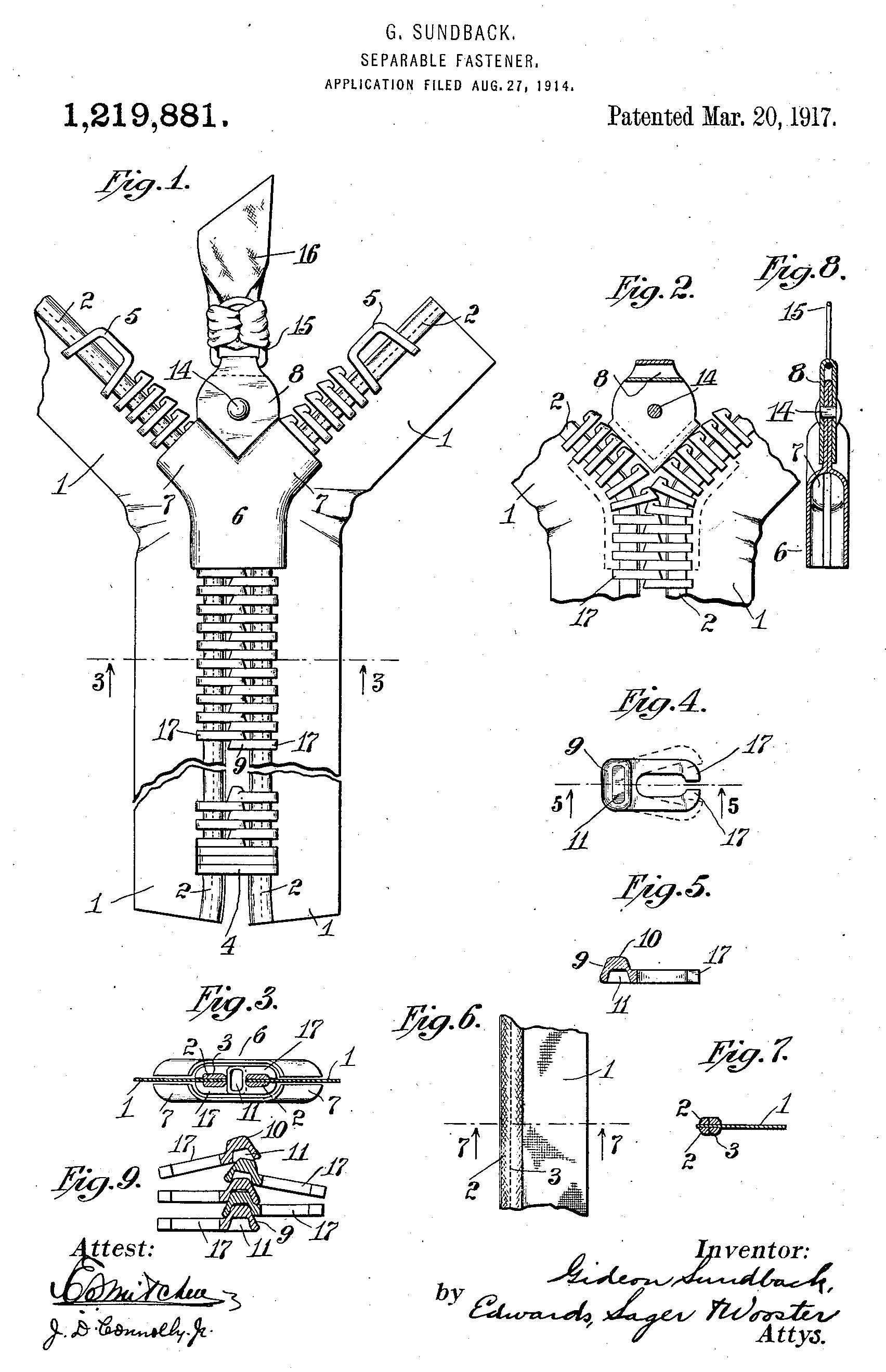
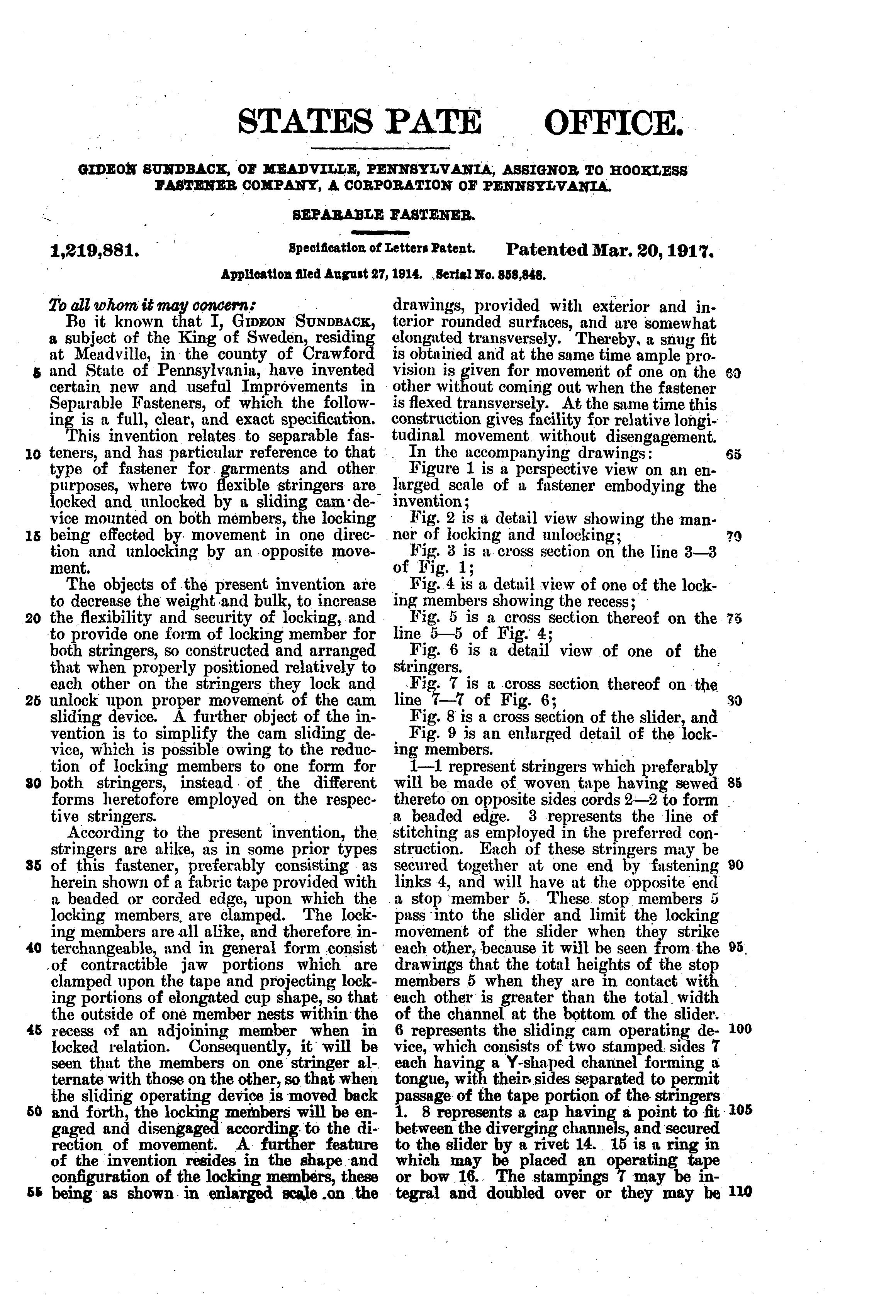
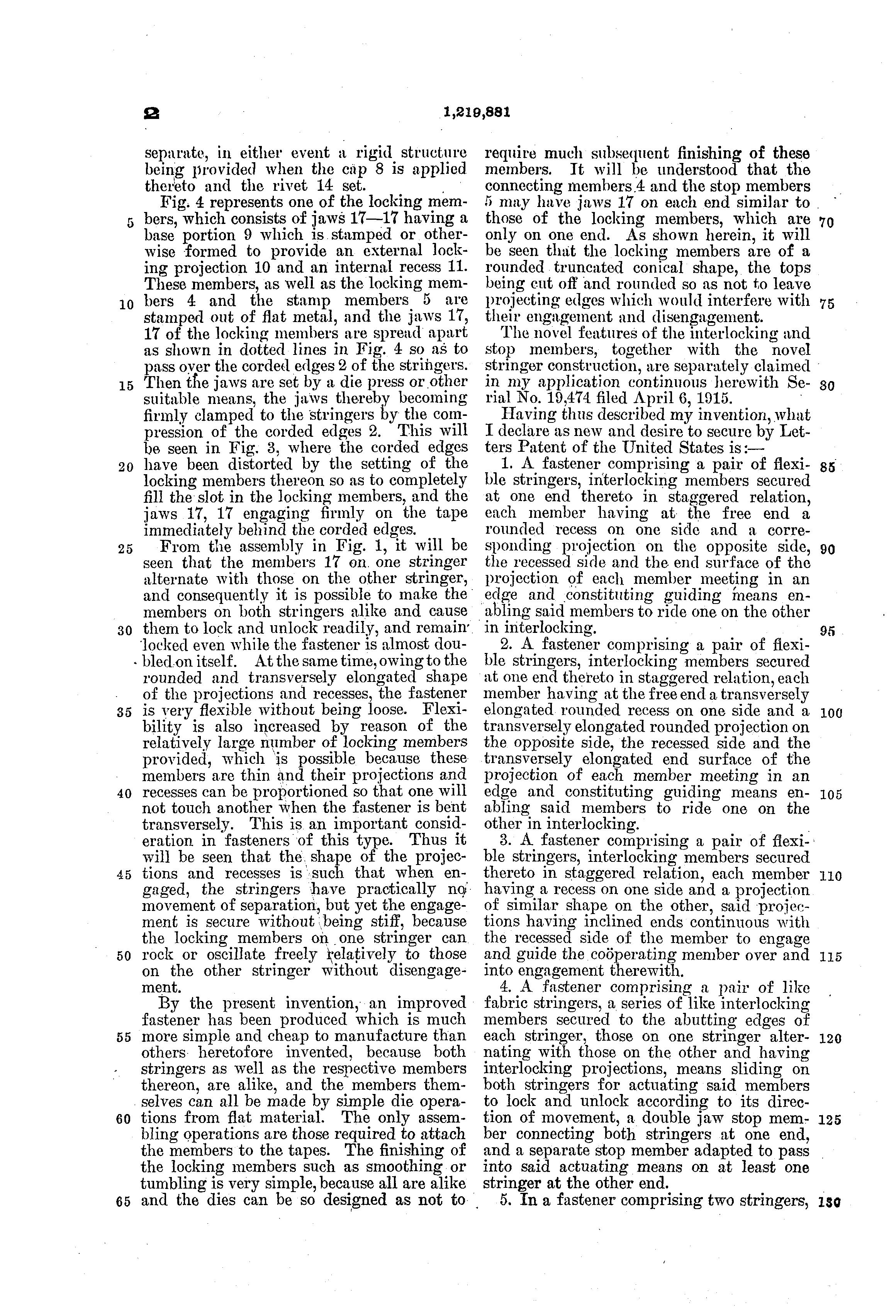
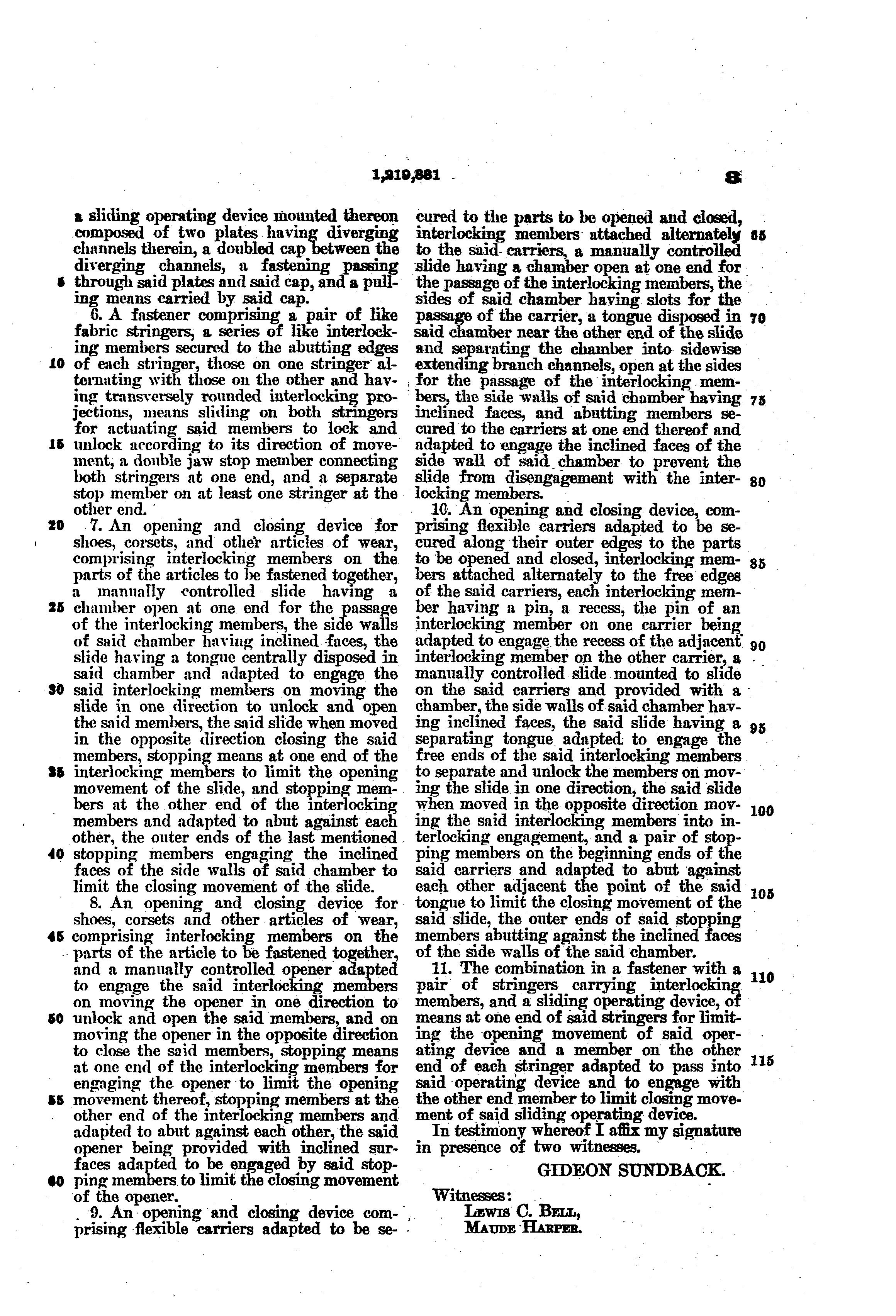
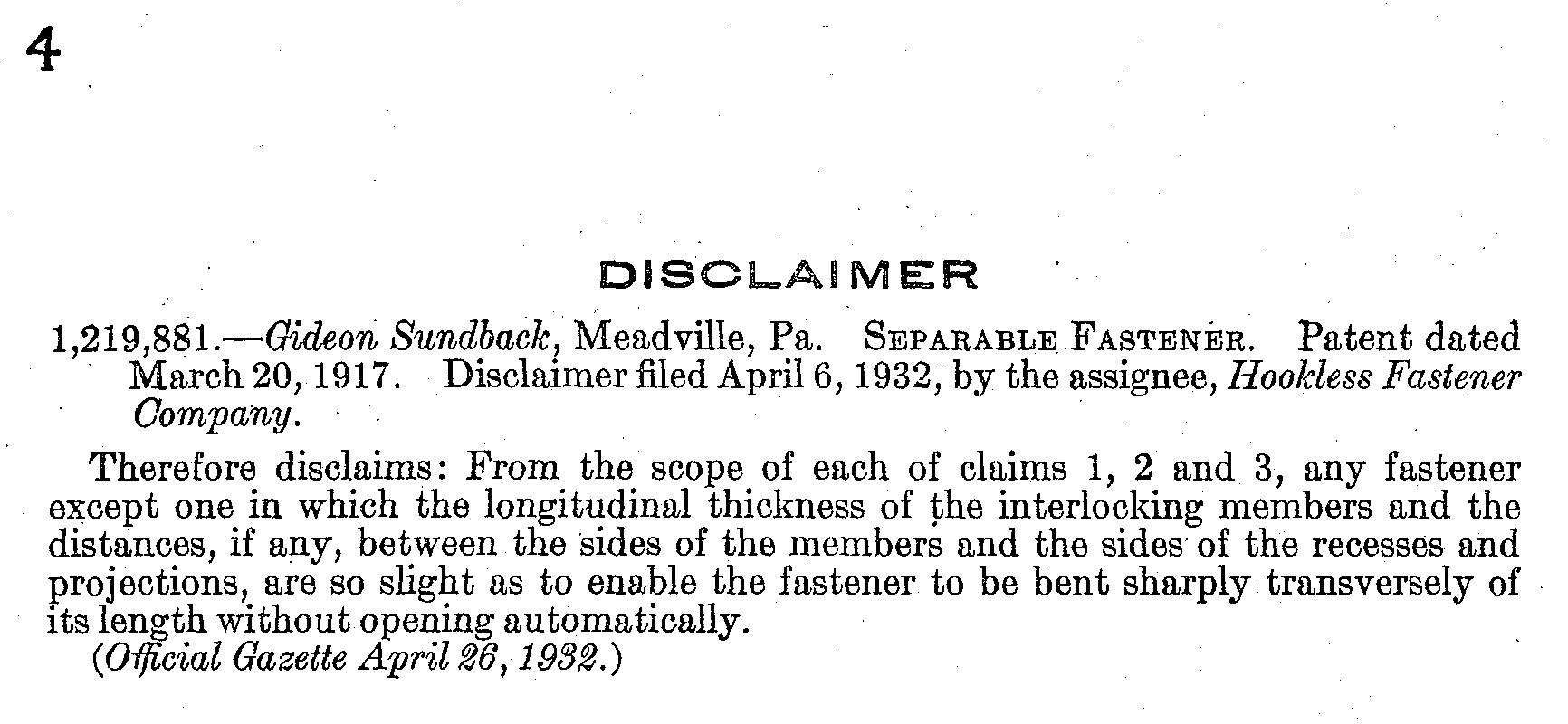